# 高晓虹
高晓虹，中国传媒大学新闻传播学部学部长、电视学院院长，中国教育部长江学者特聘教授，主要从事广播电视新闻学的理论与实践、电视节目制作、国际危机传播等领域的研究。

## 生平
高晓虹教授在中国传媒大学先后获得文学学士、法学硕士学位和文学博士学位，现任中国传媒大学新闻传播学部学部长、电视学院院长。

## 著作
《世界电视之窗》、《电视广告谋划》、《电视新闻摄影与编辑》、《国际危机传播》和《大国传播：跨国电视媒体研究》等。